# Mégadiversité biologique

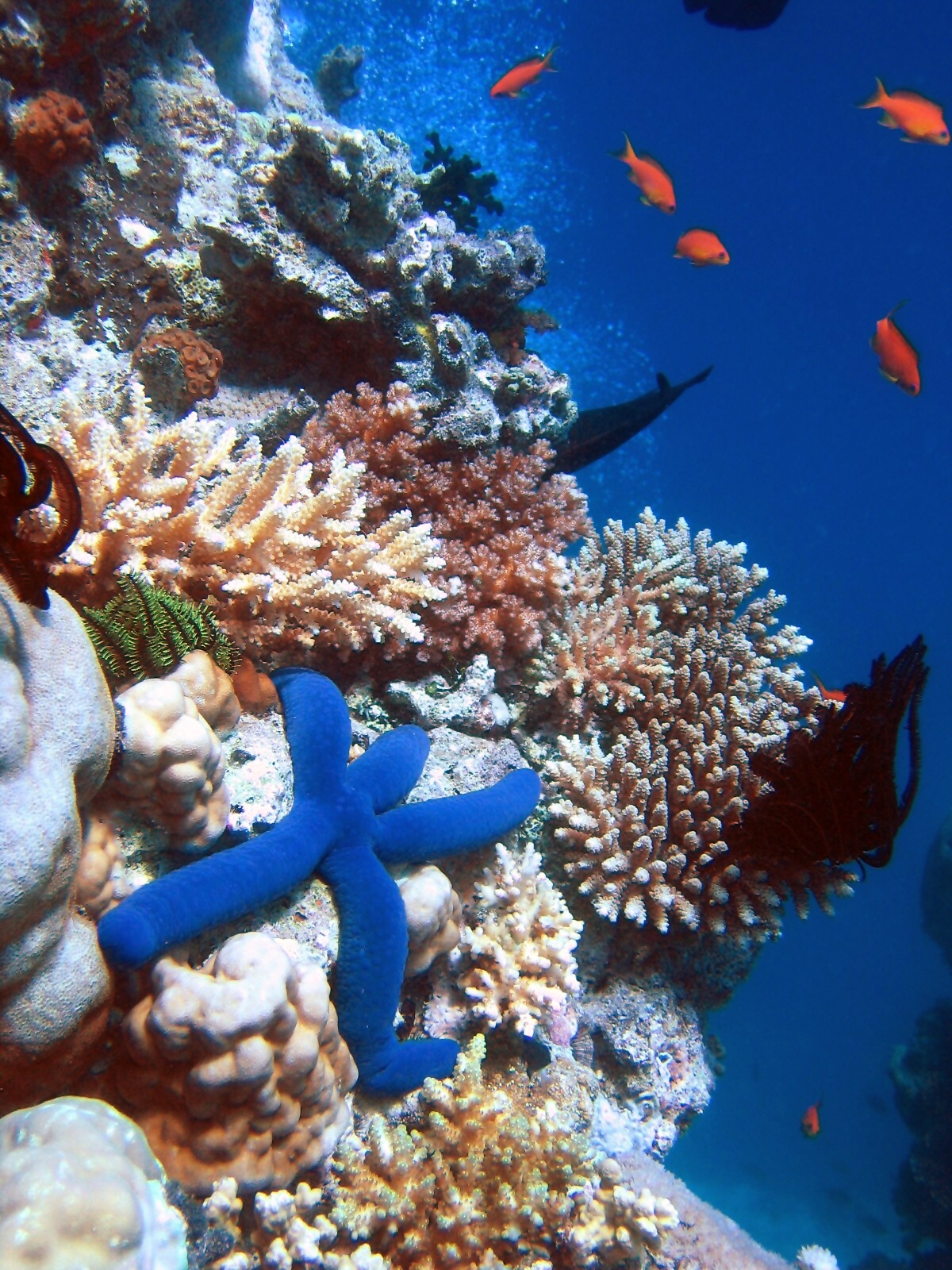
Biodiversité extrême de certains récifs coralliens

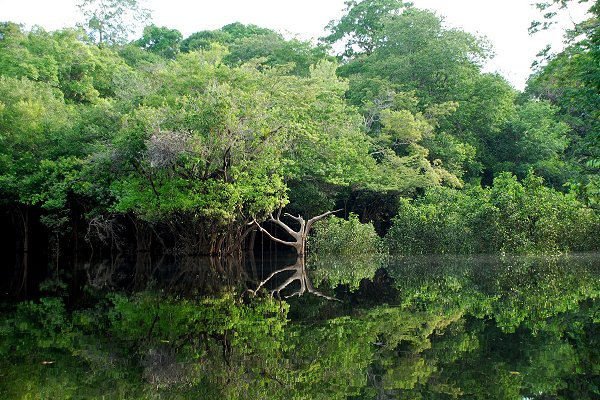
La forêt amazonienne haut lieu de la biodiversité mondiale

La mégadiversité biologique ou mégabiodiversité correspond à une région du globe qui concentre un nombre élevé d'espèces végétales et animales, le plus souvent endémiques.
Ce concept a été proposé pour la première fois en 1988 à la Conférence sur la Biodiversité tenue à la Smithsonian Institution à Washington. 
La mégadiversité biologique se concentre essentiellement dans l'axe équatorial et plus largement dans la zone intertropicale : bassin amazonien, bassin du Congo, et les îles de Mélanésie et de l'Insulinde.
Les points chauds les plus remarquables sont les contreforts des Andes amazoniennes, les récifs coralliens et forêts des îles de Bornéo et de Nouvelle-Guinée.
La notion de mégadiversité s'applique à l'échelle de pays ou de nations.
Elle tient compte des frontières politiques, en particulier entre nations souveraines.
17 pays (18 avec la France depuis 1997) sont directement liés à ces zones de très grande biodiversité.
C'est également dans les pays de mégadiversité biologique que le plus grand nombre de formes culturelles est attesté (langues, arts...).[réf. nécessaire]

## Origines du concept
L'idée de « pays de mégadiversité » a été initiée par le primatologue américain Russell Alan Mittermeier en 1988. Il a découvert que quatre pays comptaient, à eux seuls, les deux tiers des espèces de primates.

## Pays mégadivers
Ces quatre premiers « pays de mégadiversité » étaient le Brésil, l'Indonésie, Madagascar et le Zaïre, devenu depuis la RDC. Avec ses collègues de Conservation International, Mittermeier a ensuite élargi la recherche aux autres mammifères, aux oiseaux, aux reptiles, aux amphibiens, aux insectes et aux plantes.
Ses travaux ont été publiés dans un ouvrage de vulgarisation paru en 1997.
La définition donnée par l'organisation Conservation International en 1997 concerne les pays qui abritent au moins 3 000 espèces (soit 1 %) de plantes vasculaires endémiques du monde.
Avec ce critère, l'organisation américaine de protection de la nature reconnaissait 17 « pays de mégadiversité » en 1997.
Depuis, le nombre des pays a été porté à 18 avec l'ajout de la France en raison du poids en espèces endémiques de ses DOM-TOM[source insuffisante].